# 贾尼丝·劳伦斯·布拉克斯顿
贾尼丝·劳伦斯·布拉克斯顿（英語：Janice Lawrence Braxton，1962年6月7日—），美国女子篮球运动员。她曾获得1983年泛美运动会女子篮球比赛金牌、1983年女子篮球世锦赛银牌和1984年夏季奥运会女子篮球比赛金牌。